# Catahoula Bulldog
Der Catahoula Bulldog ist ein Hybridhund aus den USA. Er ist keine Hunderasse im eigentlichen Sinn und wird deswegen auch von keiner der großen kynologischen Organisationen anerkannt.

## Herkunft und Geschichtliches
Der Catahoula Bulldog ist eine Kreuzung zwischen American Bulldog und Louisiana Catahoula Leopard Dog.
Howard Carnathan begann mit der Zucht Ende des 19. Jahrhunderts. Er schrieb 1960 einen Brief an Herrn Stodghill, den Direktor der Animal Research Foundation, mit Informationen über diese Rasse:
„I needed a dog that would be a companion and protector to my children at home yet also was in need of a dog that would help with the farming duties. The mixture of the Catahoula Bulldog fit my purpose exactly.“ (Ich brauchte einen Hund, der unser Begleiter und Beschützer für meine Kinder und unseres Hauses sein würde und der mir in der Landwirtschaft behilflich wäre. Die Mischung Catahoula Bulldog entsprach exakt meinen Vorstellungen.)
In den USA, dem Ursprungsland, ist der Catahoula Bulldog recht häufig zu finden; in Europa ist er so gut wie nicht bekannt.

## Beschreibung
Die Schulterhöhe für Rüden wird mit 55 bis 66 cm angegeben, bei Hündinnen schwankt sie zwischen 51 und 61 cm. Wichtiger ist, dass die Hunde im Verhältnis zu ihrer Größe ein Maximum an Substanz aufweisen, d. h. ein harmonisches Verhältnis zwischen Höhe und Gewicht. Das Gewicht einer Hündin beträgt 25–40 kg, das eines Rüden 28–45 kg. Vom Körperbau her ähnelt er dem American Staffordshire Terrier oder American Pit Bull Terrier.
Das Fell ist sehr kurz und glatt, in den Farben weiß, blue, merle, braun, tricolor (schwarz mit weißen und braunen Abzeichen), weiß mit grau, schwarz mit Flecken oder gestromt.
Die Ohren, im Heimatland manchmal kupiert, haben verschiedene Variationen des Rosenohres. Die Augen sind meist hell bis dunkelbraun, eisblau, hellblau, grün, gold, zwei unterschiedliche Augenfarben sind nicht selten.

## Zucht

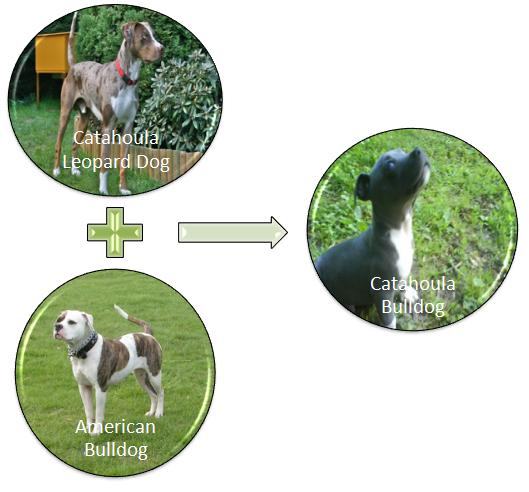
Kreuzungsschema

Der Catahoula Bulldog ist keine Rasse, sondern ein Hybridhund. Es gibt somit keine Reinzucht; Catahoula Bulldogs können nur durch die fortwährende Kreuzung der Ursprungsrassen gezüchtet werden.
Der erste Catahoula Bulldog war eine 50/50 Kreuzung zwischen Catahoula Leopard Dog und American Bulldog, heute wird bis zu 75/25 gekreuzt, es wird als wünschenswert angesehen, dass der Grenzwert bei 75/25 eingehalten wird, damit die grundlegenden Eigenschaften der beiden Rassen nicht verloren gehen.
Der Catahoula Bulldog ist von der Animal Research Foundation (ARF) in den USA anerkannt. Die ARF vergibt auch Stammbäume und Papiere für Catahoula Bulldogs, jedoch nur wenn die 50/50 Kreuzung eingehalten wird, alles andere ist nicht zugelassen.

## Gesundheit
Der Catahoula Bulldog ist ein recht gesunder Hund. In manchen Fällen kommt es vor, dass Catahoula Bulldogs schwerhörig oder taub sind. Dies kommt meist dadurch zustande, dass unerlaubterweise Merle x Merle verpaart werden (Merle-Faktor). Taube und schwerhörige Hunde sind von der Zucht ausgeschlossen.
Vor der Zucht müssen die Elterntiere auf Hüftdysplasie des Hundes und Ellbogendysplasie geröntgt werden. Seriöse Züchter von Catahoula Bulldogs lassen ihre Welpen auf erbliche Augenkrankheiten wie z. B. Collie Eye Anomaly CEA, Grauer Star, Pupillarmembran MPP, Distichiasis, Retinadysplasie RD, Linsenluxation  und Progressive Retina Atrophie PRA testen und führen eine audiometrische Untersuchung bzw. einen Hörtest – wie bei Dalmatinern – durch. Besonders bei Welpen mit viel Weißanteil muss ein Hör- und Augentest erfolgen.

## Rasseproblematik
Der Catahoula Bulldog ist in drei deutschen Bundesländern (Bayern, Hessen und Nordrhein-Westfalen) indirekt der Rasseliste, Kategorie 2 zugeordnet, weil er eine Kreuzung mit Beteiligung des in diesen Ländern als Listenhund geführten American Bulldog ist; daher müssen die jeweiligen Verordnungen beachtet werden.
Im Schweizer Kanton Tessin ist die Haltung des Catahoula Bulldog als Kreuzung mit Beteiligung des American Bulldog ebenfalls bewilligungspflichtig.
In Dänemark ist der Catahoula Bulldog aus demselben Grund verboten. Die Einfuhr ist auch für Touristen verboten, wenn der Hund nach dem 1. Juli 2010 angeschafft wurde.